# Partido Quisqueyano Demócrata Cristiano
El Partido Quisqueyano Demócrata Cristiano (PQDC) es un partido político de la República Dominicana fundado el 13 de junio de 1967 por el general Elías Wessin y Wessin y una agrupación de ciudadanos que compartían los mismos ideales políticos. El PQDC es un partido de orientación demócrata cristiana con una posición conservadora y nacionalista. Actualmente ocupa la casilla número 18 del padrón electoral de la Junta Central Electoral de la República Dominicana.
Tuvieron participación independiente en las elecciones presidenciales de 2016 y en las elecciones presidenciales de 2020 a Leonel Fernández como candidato presidencial.